# Iwa Widenowa
Iwa Widenowa, bułg. Ива Николова Виденова (ur. 17 października 1987 w Sofii) – bułgarska szachistka, arcymistrzyni od 2011 roku.

## Kariera szachowa
Kilkukrotnie reprezentowała Bułgarię na mistrzostwach świata i Europy juniorek w różnych kategoriach wiekowych. W 2006 zdobyła tytuł mistrzyni kraju w kategorii do 20 lat. W 2008 podzieliła II-IV m. w mistrzostwach Bułgarii studentów. W 2008, 2009 i 2010 trzykrotnie zdobyła brązowe medale indywidualnych mistrzostw Bułgarii kobiet. Normy na tytuł arcymistrzyni wypełniła podczas otwartych turniejów w La Fere (2009), Belgradzie (2010) oraz Rochefort (2011). W latach 2009 i 2011 wystąpiła w narodowej drużynie na drużynowych mistrzostwach Europy (w 2011  zdobywając brązowy medal za indywidualny wynik na II szachownicy), natomiast w 2010 – na szachowej olimpiadzie. W latach 2012, 2013 i 2014 trzykrotnie zdobyła tytuły indywidualnej mistrzyni Bułgarii.
Najwyższy ranking w dotychczasowej karierze osiągnęła 1 stycznia 2012, z wynikiem 2360 punktów zajmowała wówczas 100. miejsce na światowej liście FIDE, jednocześnie zajmując 2. miejsce (za Antoanetą Stefanową) wśród bułgarskich szachistek.